# Route nationale 768
La route nationale 768 ou RN 768 était une route nationale française reliant Le Mans à Avrillé. À la suite de la réforme de 1972, elle a été déclassée en RD 309 dans la Sarthe, en RD 27 dans la Mayenne et en RD 768 en Maine-et-Loire.

## Ancien tracé du Mans à Avrillé (D 309, D 27 & D 768)
- Le Mans
- Saint-Georges-du-Bois
- Louplande
- Chemiré-le-Gaudin
- Fercé-sur-Sarthe
- Noyen-sur-Sarthe
- Parcé-sur-Sarthe
- Sablé-sur-Sarthe
- Souvigné-sur-Sarthe
- Saint-Denis-d'Anjou
- Miré
- Contigné
- Champigné
- Feneu
- Montreuil-Juigné
- Avrillé